# Шемокмедская епархия
Шемокмедская епархия (груз. შემოქმედის ეპარქია) — епархия Грузинской православной церкви, объединяющая православные приходы во всех трёх муниципалитетах Гурии — Озургети, Ланчхути и Чохатаури.
Шемокмедская епархия с центром в монастыре Шемокмеди была основана в XV веке и являлась одной из трёх епархий Гурийского княжества. После смерти митрополита Иосифа (Такаишвили) в 1794 году епископская кафедра была упразднена.
Батуми-Шемокмедская епархия с кафедрой в Батуми была образована в 1917 году после восстановления автокефалии Грузинской православной церкви вместо Гурийско-Менгрельской епархии Грузинского экзархата Русской православной церкви. Охватывала территорию Аджарии и часть Восточной Грузии.
7 апреля 1995 года Батуми-Шемокмедская епархия была разделена на Батуми-Схалтскую и Шемокмедскую епархии. До 1989 года в епархии действовали 2 церкви (святителя Николая и кладбищенская во имя Святой Троицы в Батуми). К 1995 году открылись еще 6 церквей: Батумский кафедральный собор Рождества Пресвятой Богородицы, Святой Нины в Батуми, Святых равноапостольных Константина и Елены и Святого Георгия в с. Н. Квирике; Святого Георгия в с. Чакви, Схалтский мужской монастырь Рождества Пресвятой Богородицы.

## Управляющие
- Малакия Гуриели (? — 1703)
- Иосиф (Такаишвили) (? — †1794)

Батуми-Шемокмедская епархия
- Нестор (Кубанеишвили) (1924—1926)
- Илия (Гудушаури-Шиолашвили) (26 августа 1963 — 1 сентября 1967)
- Роман (Петриашвили) 1974—1978)
- Шио (Авалишвили) (1981—1986)
- Константин (Меликидзе) (1986—1992)

Шемокмедская епархия
- Иосиф (Киквадзе) (с 7 апреля 1995 года)